# Peyrilhac
Peyrilhac är en kommun i departementet Haute-Vienne i regionen Nouvelle-Aquitaine i västra Frankrike. Kommunen ligger i kantonen Nieul som tillhör arrondissementet Limoges. År 2022 hade Peyrilhac 1 356 invånare.

## Befolkningsutveckling
Antalet invånare i kommunen Peyrilhac
| Referens: INSEE |